# Masło śledziowe
Masło śledziowe – pasta do smarowania pieczywa na bazie masła i śledzia charakterystyczna dla kuchni polskiej.
Powstaje w drodze połączenia w jednolitą, gładką masę roztartego masła i zmielonego śledzia bez skóry i ości.
Danie było popularne wśród mieszczaństwa i szlachty do początku XX wieku, a potem jego popularność spadła. Serwowano je najczęściej do białego pieczywa, ale także do ziemniaków gotowanych w mundurkach. Można nim okraszać kluski ziemniaczane, domowy makaron lub smarować tosty, w szczególności z pieczywa razowego. Może służyć do wzbogacania sosów mięsnych i mięsnych farszów do pierogów lub krokietów, jak również pasztetu. Można ją dodawać do wnętrza zrazów. Zastępuje masło czosnkowe w farszu do ślimaków winniczków.